# Amt Neukirchen (Knüll)
Das Amt Neukirchen, mit Sitz in Neukirchen (Knüll), wurde in der Zeit bald nach 1331 von Graf Johann I. von Ziegenhain geschaffen und bestand, mit kurzen Unterbrechungen und mehreren Umgestaltungen, bis 1867.

## Grafschaft Ziegenhain
Im Zuge einer Neuorganisation der Gerichts- und Amtsverwaltung seiner Grafschaft ließ Johann I. kurz vor 1331 in Neukirchen eine Burg erbauen, setzte dort den Ritter Helwig von Rückershausen als Erbburgmann ein, und bildete das Amt Neukirchen, das zunächst Neukirchen, Asterode, Nausis, Oberschrecksbach, Kesingen, Wincherode, Immichenhain, Berfa und Hattendorf umfasste. Ab 1340 bauten die Grafen von Ziegenhain den neuen Amtsmittelpunkt durch den Erwerb größerer Besitzungen in Raum Neukirchen aus, und Neukirchen entwickelte sich dadurch innerhalb von weniger als drei Jahrzehnten zur Stadt. Im Jahre 1361 wurde das Gericht Neukirchen eingerichtet, dem insgesamt 12 Orte zugeschlagen wurden, die vorher zum Gericht auf den Wasen gehört hatten. Dies waren Neukirchen, Asterode, Nausis, Rückershausen, Riebelsdorf, Steina, (Nieder-)Schrecksbach, Kesingen, Wincherode, Immichenhain, Berfa und Hattendorf.
Als Neukirchen im Jahre 1368 die Stadtrechte erhielt, wurde das Stadtgericht, mit der Zuständigkeit für die dem Rat der Stadt und dem Landesherrn zu gleichen Teilen zustehende Niedere Gerichtsbarkeit, vom Landgericht Neukirchen getrennt; die hohe und peinliche Gerichtsbarkeit blieb jedoch weiterhin beim Gericht Neukirchen, das mit dem Amt Neukirchen nahezu identisch war.
Schon ab 1368 war das Amt Neukirchen zumindest teilweise an finanzkräftige Adlige verpfändet, die dann meist auch als dortige Amtmänner walteten, und auch nach dem Anfall der Grafschaft Ziegenhain an die Landgrafschaft Hessen im Jahre 1450 wurde das Amt wiederholt an die jeweiligen Amtmänner verpfändet.

## Landgrafschaft Hessen
In den Jahren 1475 und 1482 umfasste das Amt und Gericht Neukirchen die Orte Asterode, Berfa, Ellenrode (heute Wüstung), Hattendorf, Holzburg, Nausis, Riebelsdorf, Rückershausen und Schrecksbach.
Auch im 16. Jahrhundert verfügte das mit dem Amt nahezu identische (Land-)Gericht Neukirchen über die hohe und niedere Gerichtsbarkeit und war hinsichtlich der hohen Gerichtsbarkeit auch zuständig für die Stadt. Bei Zwiespältigkeit des Spruchs des (Land-)Gericht in bußwürdigen Sachen fungierte das Stadtgericht Neukirchen als Oberhof. Oberhof für peinliche Fälle in Amt und Stadt war das Stadtgericht Treysa. Ab 1570 wurden die peinlichen Fälle in Amt und Stadt Neukirchen dann in Ziegenhain verhandelt. Ein Schultheiß in Neukirchen ist 1543 erstmals erwähnt; er führte den Vorsitz im Land- und Stadtgericht und wahrte die landgräflichen Rechte. Der Neukirchener Schultheiß führte ab 1606 auch am Gericht Röllshausen und ab 1609 am Gericht Ottrau den Vorsitz.
Im Laufe des 16. Jahrhunderts wurden auch die von Hessen neu erworbenen Gerichte Ottrau und Röllshausen in das Amt Neukirchen integriert.
Im 18. Jahrhundert gehörten zum Amt Neukirchen die Ortschaften Asterode, Görzhain, Hattendorf, Holzburg, Nausis, Riebelsdorf, Rückershausen, Schrecksbach und die Höfe Krausenberg und Wincherode sowie die adligen Besitzungen Brünchenhain, Eigenhof, Immichenhain und Völkershof.

## Königreich Westphalen
Während der kurzen Zeit des Königreichs Westphalen von 1807 bis 1813 wurde das Amt Neukirchen abgeschafft und stattdessen der Kanton Neukirchen im Distrikt Hersfeld gebildet.

## Kurhessen
Mit der Restitution von Kurhessen wurde 1814 auch das Amt Neukirchen wieder eingerichtet.
Im Rahmen der Kurhessischen Verwaltungsreform von 1821 wurden Rechtsprechung und Verwaltung getrennt. Das Amt Neukirchen wurde aufgelöst. Seine Verwaltungsfunktion erhielt der neue Kreis Ziegenhain, für die Rechtsprechung wurde in Neukirchen ein Justizamt eingerichtet. Der Gerichtsbezirk des neuen Justizamts Neukirchen hatte 7467 Einwohner. Er bestand aus:
- dem bisherigen Amt Neukirchen, ohne Berffa und Görzhain,
- Schwarzenborn nebst den Höfen Kämmershagen und Richberg, sowie Hauptschwend, aus dem bisherigen Amt Neuenstein,
- Christerode, aus dem bisherigen Amt Oberaula, und
- Seigertshauscn nebst Hergets- und Happersmühle, aus dem bisherigen Amt Ziegenhain.

## Preußen
Nach der Annexion Kurhessens durch Preußen wurde 1867 aus dem Justizamt das Amtsgericht Neukirchen.